# Deschampsia berteroana
Deschampsia berteroana là một loài thực vật có hoa trong họ Hòa thảo. Loài này được (Kunth) F.Meigen mô tả khoa học đầu tiên năm 1893.